# Marine portugaise

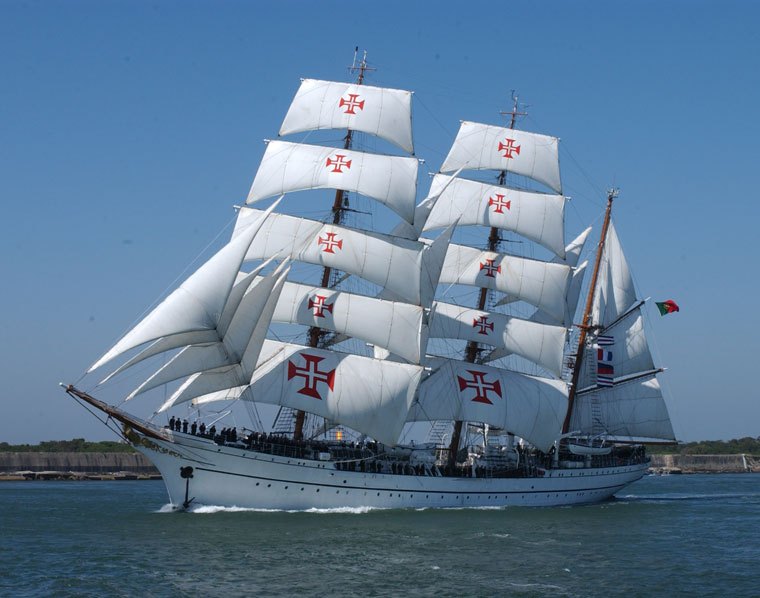
Navire-école NRP Sagres.

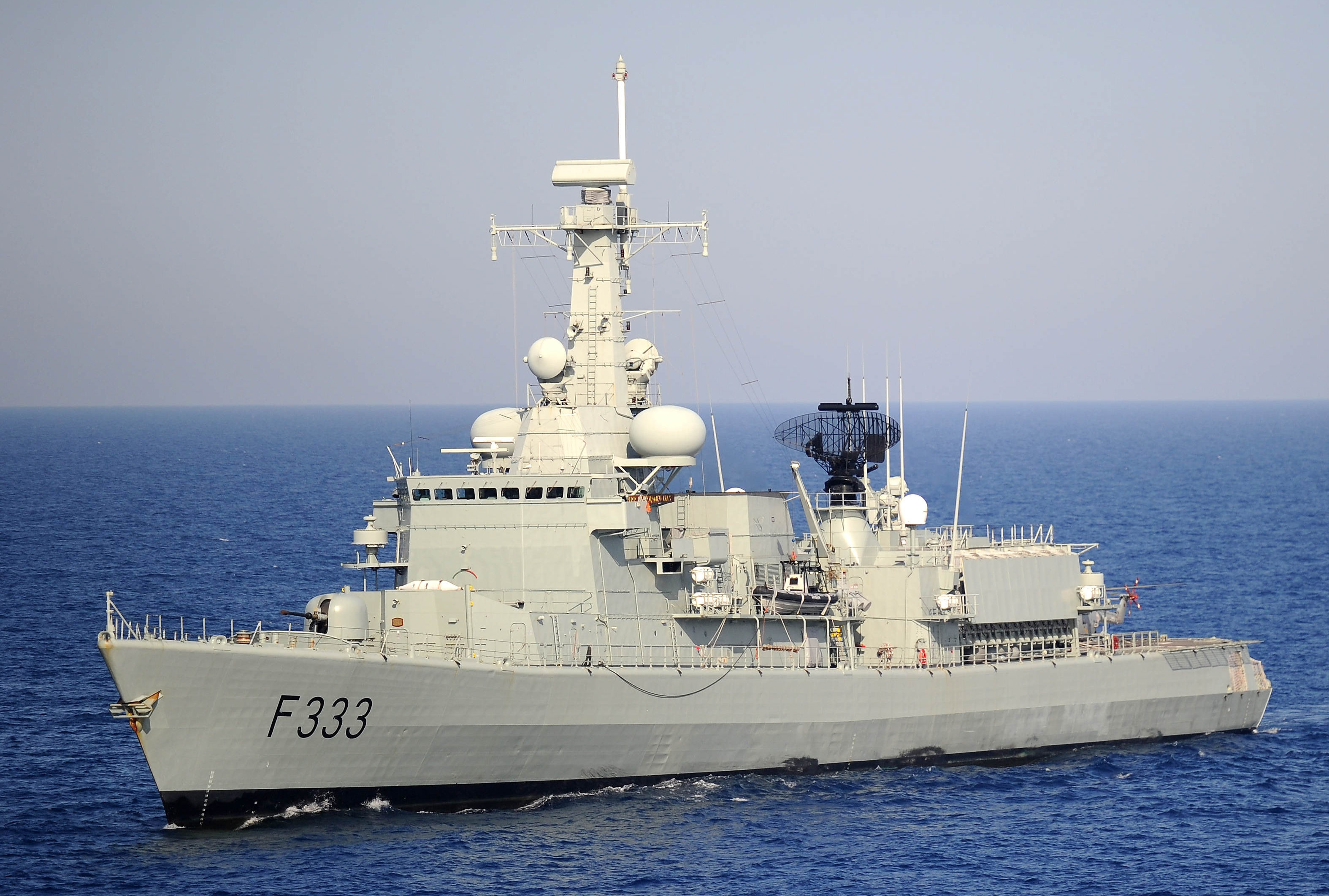
Frégate NRP Bartolomeu Dias.

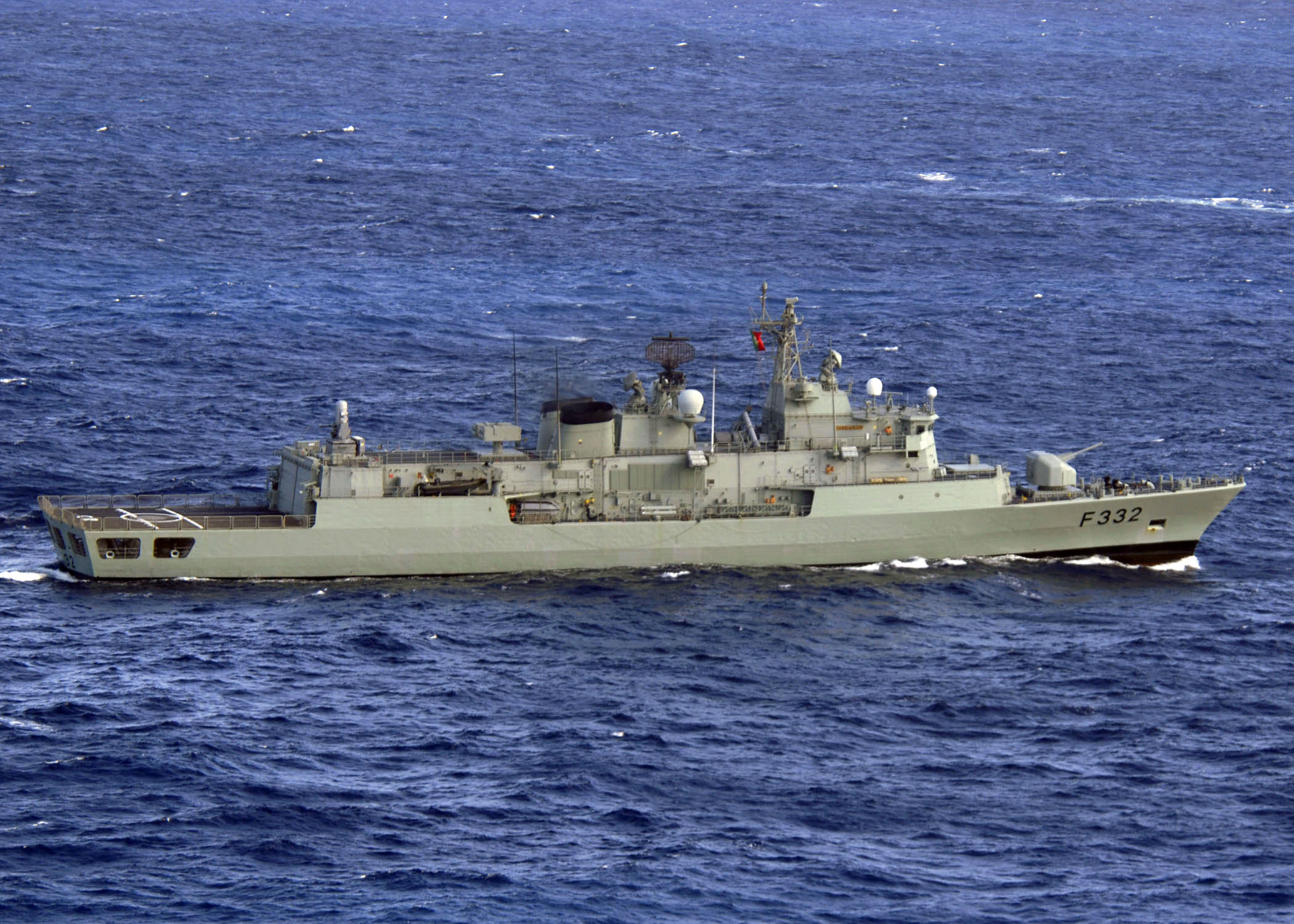
Frégate NRP Corte Real.

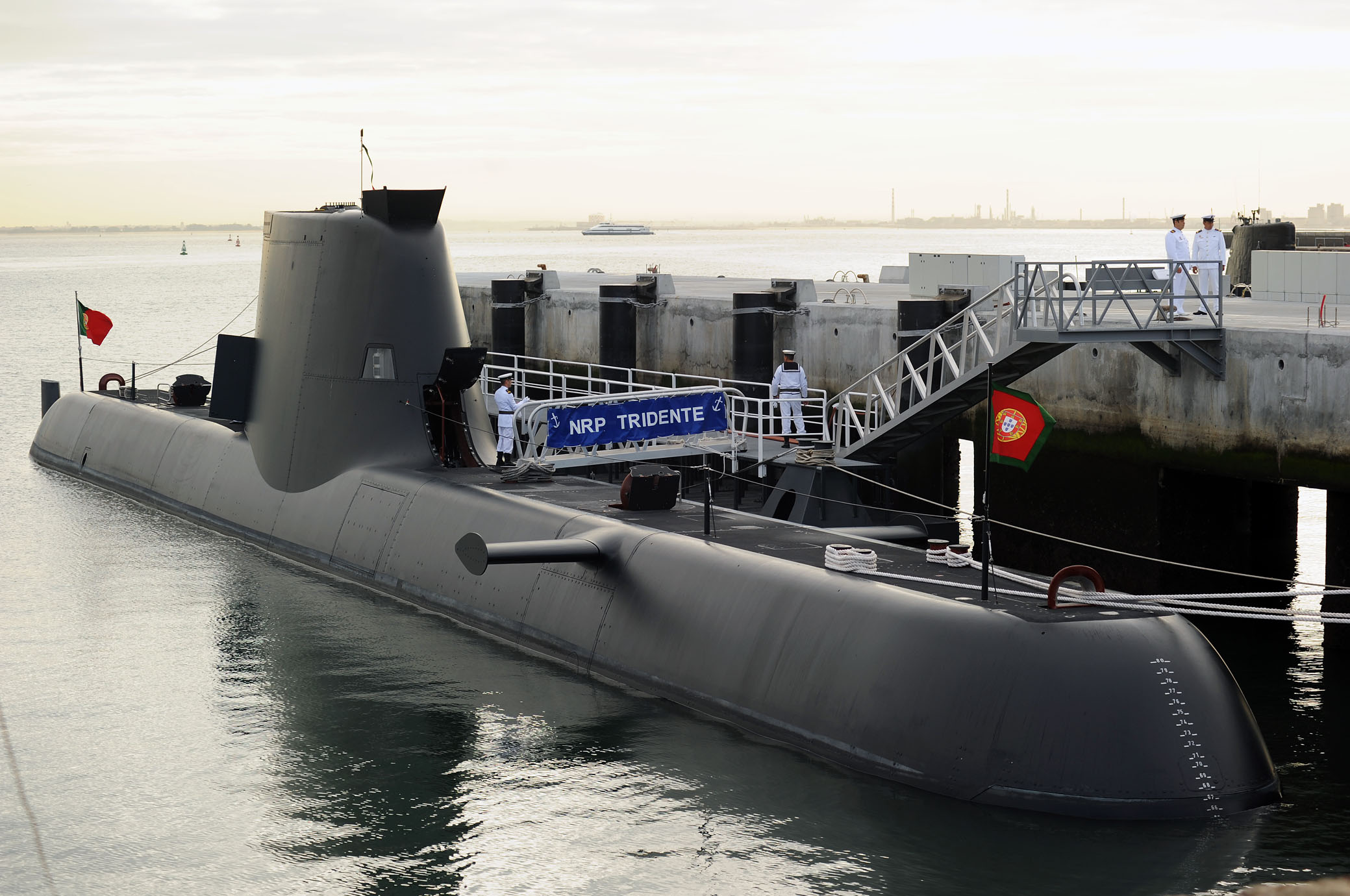
Sous-marin NRP Tridente.

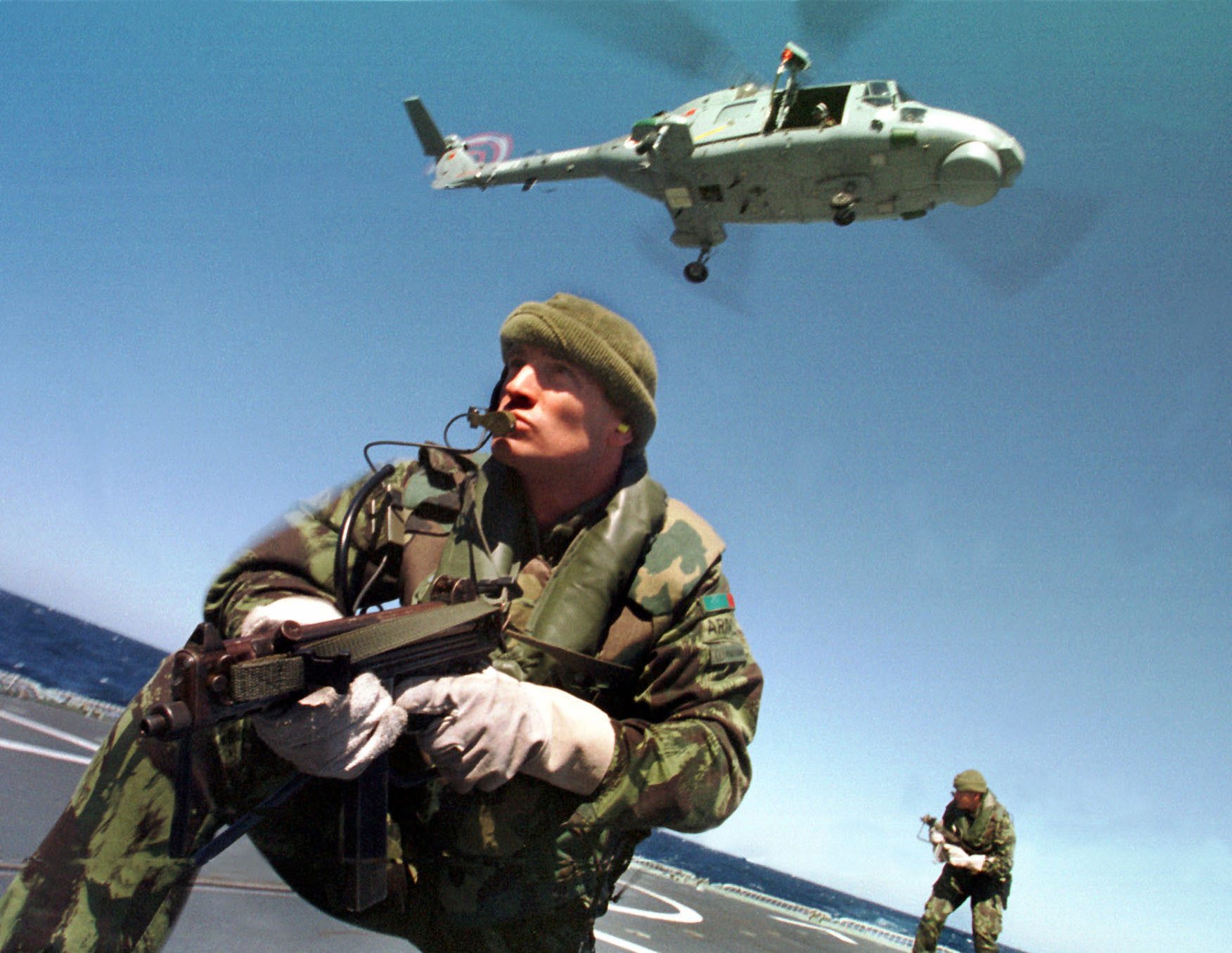
Abordage d'un navire par des fusiliers à partir d'un hélicoptère de la Marine.

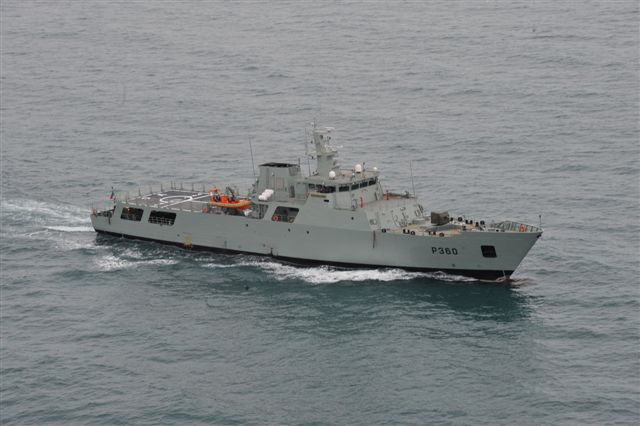
Patrouilleur NRP Viana do Castelo.

La Marine portugaise (en portugais: Marinha, également connu sous le nom de Marinha de Guerra ou Armada) est la branche navale des Forces armées portugaises. En coopération et intégrée avec l'Armée de terre et la Force aérienne portugaise, elle est chargée de la défense de l'intégrité territoriale et de la souveraineté du Portugal. Elle participe également à des missions dans le cadre des engagements internationaux et des alliances du Portugal (OTAN, alliance anglo-portugaise, Union européenne et CPLP), ainsi qu'à des missions humanitaires et de maintien de la paix conformes au droit de la guerre et au droit international. Du fait du caractère dynamique et des dimensions des espaces maritimes sous souveraineté portugaise, la Marine portugaise remplit un double rôle : des missions de combat naval pour assurer la souveraineté du Portugal et le respect de ses engagements internationaux, et des opérations de la Garde côtière pour la surveillance de ses eaux territoriales, de sa zone économique exclusive, de ses littoraux et ses voies navigables. Elle est également chargée de missions de service public. Son commandant en chef porte le titre de chef de l'état-major de la Marine de guerre (Chefe do Estado-Maior da Armada, ou CEMA). Le titulaire actuel du poste est l'amiral Fernando de Melo Gomes. Il s'agit depuis 2003-2004 d'une armée professionnelle, qui ne fait pas appel à la conscription.
Présente lors du siège de Lisbonne en 1147, engagée dans des combats navals depuis la bataille du cap Espichel en 1180, et dotée d'une amirauté en 1312, la Marine portugaise constitue l'une des plus anciennes forces navales d'Europe et du monde en activité. Tout en ayant participé à la plupart des grands conflits qui ont déchiré l'Europe (Reconquista, guerre de Cent Ans, guerres contre les Ottomans, guerre de Succession d'Espagne, guerre de Sept Ans, guerres napoléoniennes, Première Guerre mondiale), elle a la particularité d'être la première force navale d'Europe occidentale à s'être lancée dans des conquêtes ultramarines à grande échelle, en articulation étroite avec l'armée de terre portugaise, et de s'être déployée pendant cinq siècles à l'échelle mondiale, en Amérique, en Afrique et en Asie dans le cadre de l'Empire portugais.
Par la révolution nautique qu'elle a engagée aux XIVe et XVe siècles, par son adoption massive de l'artillerie aux XVe et XVIe siècles, par l'ouverture en 1497-1498 de la route du Cap reliant directement l'Europe à l'Orient, par le système de monopole de navigation qu'elle a imposé dans l'Atlantique et l'océan Indien pendant un siècle, par l'étendue de son champ d'action, par les systèmes commerciaux mondiaux qu'elle a contribué à établir ou à détruire, par sa supériorité écrasante sur ses concurrentes pendant près de deux siècles, par ses nombreuses victoires militaires sur l'ensemble des puissances musulmanes d'Orient et par l'Empire aux dimensions mondiales qu'elle a contribué à construire et défendre, la Marine portugaise est l'une des marines les plus impactantes de l'histoire de l'humanité.

## Histoire
La Marine portugaise existe depuis l'affirmation du Portugal comme royaume indépendant au XIIe siècle. Les Portugais font usage de leurs premiers navires de guerre lors du siège de Lisbonne de 1147, qui leur permettent de couper les approvisionnements maritimes aux musulmans et de prendre la ville. Leur première bataille navale connue a lieu en 1180, pendant le règne du premier roi du Portugal, Alphonse Ier, quand une flotte portugaise, commandée par D. Fuas Roupinho, met en déroute une flotte de l'Empire almohade au large du cap Espichel. Jusqu'à la fin du XIIIe siècle, des bâtiments de guerre portugais patrouillent en permanence autour des côtes du pays afin de mettre un terme aux razzias maritimes des musulmans.
Tout en permettant aux Portugais de se réapproprier leurs littoraux, et de reprendre leurs activités de pêche et de commerce, ces patrouilles participent à sécuriser le passage stratégique entre la Méditerranée et l'Atlantique nord, et aux marchands italiens d'investir le grand commerce d'Europe du Nord. Avec l'essor de ce trafic, Lisbonne devient une escale majeure et une plaque tournante des réseaux de commerce européens, et accueille de nombreuses communautés marchandes, au premier rang desquels figurent les Génois. Portés par ces flux, et mutualisant les connaissances des deux espaces, les Portugais eux-mêmes deviennent des acteurs moteurs sur mer, engrangeant d'importants bénéfices, et participant à l'évolution des flottes et techniques maritimes européennes.
Pour répondre aux défis posés par cette nouvelle position, en 1312, le roi Denis Ier (1279-1325) créée la fonction permanente d'Amiral de Portugal, chargé de commander la Marine royale portugaise, et attribue cette fonction au marin et marchand génois naturalisé portugais Emmanuel Pessanha. Progressivement la Couronne se dote d'une administration destinée à gérer l'activité maritime du royaume. Au milieu du siècle suivant, le roi Ferdinand Ier (1367-1383) édicte une série de lois qui accordent des privilèges juridiques aux marchands du pays et encouragent la construction navale.
La crise de succession portugaise qui intervient entre 1383 et 1385, et donne lieu à une guerre avec la Castille voisine, amène les nouveaux souverains portugais de la dynastie d'Avis à tourner le dos quelques temps aux affaires de la péninsule, à nouer une alliance avec l'Angleterre, et à se tourner vers la conquête du Maroc et l'exploration de l'Atlantique. La prise de Ceuta en 1415 par le roi Jean Ier (1385-1433) et ses fils, qui souhaitent affirmer la légitimité de leur dynastie après leur victoire lors de la crise de succession 1383-1385 en relançant la croisade ibérique au Maghreb, marque le début de l'expansion maritime du pays.
Tout au long des XIVe et XVe siècles, les Portugais améliorent leurs navires, auxquels ils appliquent les dernières innovations techniques venues du monde musulman, de l'Atlantique Nord et de la Méditerranée, avec des associations inédites en termes de voilure et gréement, et ils révolutionnent les techniques de navigation et la cartographie européenne. Ce mouvement est financé et piloté par les rois et les princes portugais eux-mêmes. Parmi eux, le plus connu est Henri le Navigateur, qui transforme Sagres en grand centre international de recherches navales et d'expérimentations, mais son action est activement relayée par les rois à Lisbonne.
Grâce à la caravelle, un navire d'exploration révolutionnaire conçu dans le centre naval de Sagres, à partir du XVe siècle, la Marine portugaise devient le principal instrument d'exécution de Grandes Découvertes maritimes. Dans le même mouvement, les ingénieurs portugais mettent au point une artillerie navale puissante et diversifiée. Les navires sont systématiquement équipés de pièces d'artillerie lourde et légère qui révolutionnent le combat naval. La Couronne fonde des écoles de navigation, de cartographie et d'artillerie qui permettent à la Marine royale de se doter de cadres très bien formés, de transmettre les savoirs et savoir-faire cumulés, et d'élaborer une culture navale nationale spécifique. La cartographie est placée sous le sceau du secret, sous peine de mort. Tenant tête à tous leurs concurrents, et verrouillant le commerce de l'Atlantique Sud avec leurs navires de guerre, les navigateurs portugais ouvrent de nouvelles routes maritimes, dont la Route du Cap, et arrivent à de nouvelles terres en Afrique, en Asie, en Amérique et en Océanie, dont ils monopolisent le commerce, traquant les flottes arabes puis ottomanes dans l'océan Indien, et engrangeant des bénéfices colossaux.
Pour soutenir cette expansion maritime, les rois portugais agrandissent au XVe siècle leur arsenal des Tercenas sur la rive gauche du Tage, collé au palais royal du Terreiro do Paço, le centre du pouvoir, pour l'étendre jusqu'au Cais do Sodré, en le rebaptisant « Rive des Nefs » (Ribeira das Naus). Cet arsenal, constitué comme un vaste complexe industriel, permet alors de construire à la chaîne les navires, l'armement et les instruments nécessaires au pays. À cet arsenal, sont accolés d'immenses entrepôts commerciaux et logistiques, ainsi que les bâtiments administratifs de la Casa da Índia, la douane, la pesée, permettant à la Couronne de centraliser et contrôler toute l'activité maritime du pays.
À partir de 1515, un vaste empire militaire et commercial portugais, géré par l'État des Indes (Estado da Índia), est établi en Orient, avec la cité de Goa comme capitale. Cet empire, qui embrasse tous les littoraux depuis le cap de Bonne-Espérance jusqu'au Japon et aux Moluques, est articulé autour d'une multitude de villes conquises ou soumises verrouillées par des forteresses, et des dizaines de protectorats, royaumes vassaux, empires dépendants et États alliés. Contraints par la supériorité navale de l'État portugais des Indes, tous les États du pourtour de l'océan Indien et du Pacifique sont alors soumis au monopole de la navigation portugais, qui n'autorise à circuler que les navires de commerce auxquels les vice-rois portugais ont attribué des sauf-conduits. Placée au centre de ce système, Goa devient l'une des plus grandes métropoles d'Orient et du Monde. L'urbanisme et les institutions de la cité sont calqués sur ceux de Lisbonne, dont elle se veut la réplique en Orient. Au milieu du XVIe siècle, son faste et son rayonnement sont tels que Goa est surnommée la « Rome de l'Orient ».
Pour assurer sa domination des mers, l'État portugais des Indes est desservi par de puissantes Armadas de caraques et de caravelles armées, construites à Lisbonne et sur place, à Cochin et Goa, auxquels s'ajoutent des centaines de petites flottes royales et privées mixtes constituées en Orient. La haute noblesse militaire du pays est investie du commandement des expéditions, articulées avec le réseau de forteresses également sous sa responsabilité, et voit dans les mers d'Orient un espace privilégié pour déployer ses prouesses militaires et cumuler d'immenses fortunes. Des dizaines de milliers de Portugais s'engagent dans les flottes et armées royales pour tenter l'aventure. Associé étroitement à la Couronne portugaise par le système du padroado, l'ordre jésuite devient le fer de lance du catholicisme en Orient, et envoie des centaines de missionnaires sur les navires portugais. À partir du règne du roi Manuel Ier (1495-1521), le roi de Portugal porte le titre de « Seigneur de la conquête et de la navigation dans les mers d'Orient ».
Entre le début du XVIe siècle et la seconde moitié du XVIIe siècle, la principale mission de la Marine portugaise est de soutenir et étendre cet immense édifice, et de protéger les vastes territoires de l'empire colonial portugais (dont le Brésil, escale vers les Indes, qui ne cesse de s'agrandir), et de garantir les liaisons maritimes entre eux et la métropole portugaise en Europe. La Marine portugaise devient alors le pivot d'un empire mondial, qui s'étend sur quatre continents, avec un rôle de gestion central de l'Empire et du commerce. Ce rôle est si ancré que même après le recul des Portugais en Orient, jusqu'en 1911, l'administration de l'empire colonial restera sous l'égide de la Marine portugaise, par le biais du ministère de la Marine et de l'Outre-mer.
Avec l'arrivée sur le trône de Philippe Ier de Habsbourg en 1580, et le début de l'Union Ibérique, la situation change pour la Marine portugaise, qui se retrouve impliquée aussi dans les affaires espagnoles. Depuis 1568, les Pays-Bas sont entrés en révolte contre le souverain ibérique, qui décide de profiter de sa montée sur le trône du Portugal pour exercer des représailles, en fermant le port de Lisbonne aux marchands néerlandais. Cette fermeture, qui prive les Pays-Bas de tout accès aux richesses de l'Orient, pousse les Néerlandais, vieux partenaires des Portugais, à se lancer eux-mêmes sur mer, et à concurrencer les Portugais, en profitant des savoirs acquis à leur contact, en fondant la Compagnie néerlandaise des Indes orientales. Très vite, les Anglais et les Français leur emboitent le pas, battant en brèche les monopoles portugais. La Marine du Portugal, alors peuplé d'un million d'habitants, doit alors faire face à une multiplication des ennemis et concurrents, avec des adversaires féroces et déterminés. En Orient, les souverains locaux essayent de profiter de l'arrivée de ces nouveaux acteurs pour se libérer de l'emprise des Portugais. S'ensuivent plusieurs décennies de guerres navales et terrestres, sur trois océans, particulièrement entre les flottes de l'État portugais des Indes orientales et la Compagnie néerlandaise des Indes orientales.
Ces guerres, connues sous le nom de guerre néerlando-portugaise, préfigurent par leur étendue, leurs implications et leur intensité les grands conflits globaux de la période contemporaine. Elles sont surtout, pour les différents belligérants, un vaste champ d'expérimentation technique et militaire, et d'apprentissage géopolitique, qui posent les bases du monde tels que nous le concevons encore aujourd'hui en Europe en termes militaires, géopolitiques et de points clés stratégiques. À force de multiplier les attaques, et par des jeux d'alliances habiles, les Néerlandais parviennent à prendre pied au Brésil où ils fondent la Nouvelle-Hollande, en Angola où ils conquièrent Luanda, à établir un protectorat sur Cochin et Ceylan, et à progresser dans le golfe Persique, alliés aux Anglais, en Insulinde et au Japon. Macao, Malacca et le Mozambique sont alors sous pression militaire constante. Dans ce contexte, la Marine portugaise, renforcée, déploie une activité permanente pour essayer de rétablir l'intégrité de l'Empire.
En 1618, les Portugais dotent leurs flottes de troupes d'artillerie spécifiques détachées de l'armée de terre, en fondant leur premier régiment d'infanterie navale (Terço da Armada da Coroa de Portugal), à l'origine du corps de fusiliers navals du Portugal et du Brésil. En 1625, après une bataille de 14 jours contre les Anglais et les Néerlandais dans le golfe Persique, une force portugaise commandée par Rui Freire de Andrade, récupère le contrôle stratégique du détroit d'Ormuz, qui constitue un point de passage essentiel entre le Proche-Orient et le reste de l'Asie. Voyant que l'Etat portugais des Indes est trop solidement ancré dans le Konkan et dans la partie occidentale de l'océan Indien, les Néerlandais décident de concentrer leurs efforts sur l'Insulinde, où la présence portugaise est plus éparse et en butte à une résistance musulmane locale. Mais les puissantes armadas envoyées depuis Goa et les escadres stationnant sur place les empêchent de faire sauter le verrou de Malacca, qui résiste à leurs attaques tout au long des années 1620 et 1630.
En parallèle à ces campagnes menées en Orient, le Portugal organise une grande expédition militaire et navale luso-espagnole en avril 1625 pour reprendre la ville de Salvador, au Brésil, aux Néerlandais qui ont conquis la ville un an auparavant. La flotte de reconquête du Brésil, commandée par Manuel de Menezes, composée de 22 navires de guerre et environ 4 000 hommes, incluant le Corps de Fusiliers navals de la Couronne portugaise (Terço da Armada da Coroa de Portugal), inaugure une série d'actions de grandes ampleur dans la région. Une nouvelle contre-attaque hispano-portugaise menée en 1638-1640 par une immense force de 10 000 hommes et 86 navires de guerre en soutien à la résistance de la population portugaise réfugiée dans le Sud du Brésil ébranle les positions néerlandaises de plus en plus fragiles économiquement et en effectifs, sans parvenir à les briser.
À ce moment, le 1er décembre 1640, voyant que les Habsbourg s'enlisent dans leurs guerres européennes, peinent à défendre leur empire, et face aux velléités centralisatrices du Premier ministre espagnol, le comte d'Olivares, la haute noblesse du Portugal décide de briser l'Union ibérique et de proclamer la Restauration d'une dynastie royale nationale indépendante. Commence alors une guerre de presque trente ans avec l'Espagne, qui refuse de laisser son voisin reprendre son envol. Pour avoir les mains libres pour combattre l'Espagne et repositionner le Portugal dans ses orientations géopolitiques propres, dès son arrivée au pouvoir, le nouveau roi de Portugal Jean IV établit des accords de paix avec la France et les Pays-Bas, et il réactive la vieille alliance anglo-portugaise, consacrée par le mariage de sa fille Catherine de Bragance avec le roi Charles II d'Angleterre.
Profitant des désordres, les Néerlandais parviennent à prendre Malacca en 1641 avec l'aide du sultanat de Johor alors que le Portugal est en pleine révolution. La puissante flotte de secours envoyée depuis Goa arrive trop tard. Mais la perte de la ville donne le signal d'une vaste contre-offensive portugaise. Dans les années qui suivent, les Portugais parviennent à chasser les Néerlandais de leur chasse-gardée au Mozambique, à vaincre leurs flottes dans le Konkan et le Gujerat, et à les mettre en échec systématiquement à Macao, grande plaque tournante du commerce en mer de Chine. En 1648, une flotte de guerre luso-brésilienne de 15 navires reprend Luanda, la capitale de l'Angola, aux Néerlandais. Au même moment, les planteurs du Brésil indisposés par la gestion néerlandaise se rallient à l'insurrection de Pernambucana de 1645, menée par le militaire et planteur de sucre portugais João Fernandes Vieira, qui gagne les deux batailles des Guararapes en 1648 et 1649. Ces deux victoires condamnent la présence des Néerlandais, repliés et barricadés sur l'île de Recife depuis 1645, qui quittent définitivement le Brésil en 1654. En Orient, les campagnes navales menées par l'Etat des Indes aboutissent au milieu du XVIIe siècle à une stabilisation générale de sa situation et à un partage des mers orientales entre les différentes puissances européennes, consacré par le traité de La Haye en 1661.
Constatant la fin leurs monopoles maritimes orientaux, et prolongeant un mouvement initié dès la fin du XVIe siècle, les Portugais décident alors de verrouiller leurs littoraux par un renforcement de leur système de forteresses, de se rabattre sur leurs positions continentales, et de se lancer dans de vastes campagnes d'expansion territoriale, qui s'étendent sur tout le XVIIe siècle, et aboutissent à un agrandissement de leurs possessions coloniales au Brésil (qui multiplie sa superficie par deux), dans la vallée du Zambèze, dans le bassin du Congo et en Inde. La Marine portugaise passe alors d'une Marine de guerre offensive et d'expansion, chargée d'étendre un empire qui reposait essentiellement sur la maîtrise des océans, à une Marine de guerre de soutien et logistique, mise au service d'un empire dorénavant centré sur les terres, chargée d'y transporter les troupes et les colons, d'escorter les convois marchands entre ses différentes provinces et vers la métropole, et de sécuriser ses ports et ses littoraux.
Au XVIIIe siècle, grâce aux bénéfices tirés de cet immense empire terrestre, notamment avec l'or, les diamants et le café du Brésil, la Marine portugaise entre dans une nouvelle phase de développement et reprend une activité offensive. En 1705, une escadre de huit navires de ligne est envoyée aider l'Angleterre contre les forces franco-espagnoles qui assiègent Gibraltar, pendant la guerre de Succession d'Espagne. La victoire de cette coalition anglo-portugaise, rejointe par les Néerlandais, à la bataille navale de Marbella, a pour double effet de renforcer l'alliance anglo-portugaise mise à mal pendant l'Union ibérique, et de confirmer le Portugal comme grande puissance navale européenne. À la suite de cette victoire, Lisbonne est sollicitée par la république de Venise et le pape pour contenir l'avancée ottomane en Méditerranée. La flotte envoyée par roi du Portugal Jean V, renforcée par des navires vénitiens et maltais, et commandée les comtes portugais de Rio Grande et São Vicente, parvient à tenir tête à la Marine ottomane à la bataille du cap Matapan le 19 juillet 1717. Bien que son issue soit indécise, cette bataille brise les derniers efforts de l'Empire ottoman dans son expansion occidentale. Cette reprise de l'activité offensive de la Marine portugaise n'est pas restreinte à l'Europe.
Pendant la même période, en Amérique du Sud, le Portugal livre des combats intenses contre les forces espagnoles qui aboutissent, au fil des batailles et des traités, à une extension des frontières méridionales du Brésil. Dans le premier quart du XVIIIe siècle, les Portugais font une importante progression vers le Rio de la Plata, qui aboutit à la conquête de la région de l'actuel Rio Grande do Sul. Consciente de la nécessité de verrouiller cette avancée par une force régionale permanente, la Couronne portugaise crée alors l'Escadre du Sud (Esquadra do Sul) qui élargit le champ d'action de sa Marine de guerre au Sud du Brésil, en soutien de l'Armée du Sud (Exército do Sul) créée pour l'occasion. La réaction de l'Espagne, qui lance en 1735 la campagne du Rio de la Plata pour récupérer les territoires perdus, oblige le roi de Portugal Jean V à envoyer la plus grande force maritime de son règne et l'une des plus importantes de cette période historique pour repousser l'attaque espagnole. Cette armada portugaise parvient à neutraliser les forces espagnoles, qui acceptent l'accord proposé par le médiateur anglais, mais la trêve est de courte durée.
À la suite de la conquête portugaise du Rio Grande do Sul, en 1734-1735, de fortes tensions opposent le nouveau capitaine général espagnol du Rio de la Plata, Miguel de Salcedo y Sierraalta, au gouverneur portugais de Colonia del Sacramento António Pedro de Vasconcelos, dans la Bande orientale, au niveau de l'actuel Uruguay. Pour enrayer l'avancée portugaise vers le sud, le 19 avril 1735, le Premier ministre espagnol José Patiño Rosales ordonne à Salcedo d'attaquer Sacramento. Celui-ci entame le siège de la ville le 14 octobre, mais il se heurte à la résistance de Vasconcelos, qui a soigneusement préparé la défense de place et dépêché un messager à Rio de Janeiro pour demander des renforts. Immédiatement, le gouverneur portugais José da Silva Paes envoie une escadre de dix-huit navires qui arrivent début janvier à Sacramento, brisent le blocus maritime imposé à la ville, et forcent les Espagnols à se retirer devant la supériorité navale de leurs adversaires. La guerre devient alors essentiellement maritime.
En 1736 et 1737, chaque camp dépêche d'autres navires, déclenchant plusieurs affrontements navals. Malgré la tentative de l'Espagne de reprendre le dessus sur les eaux, le Portugal réussit à conserver l'ascendant. Le 6 septembre 1736, les Portugais poussent même leur avantage jusqu'à mettre le siège devant Montevideo, qui n'est sauvée in extremis que par l'envoi par Salcedo d'une force de secours terrestre 200 hommes. Ces victoires et ces attaques répétées portugaises aboutissent à la signature d'un traité de paix le 16 mars 1737, sous l'influence de la France, des Provinces-Unies et de la Grande-Bretagne, qui entérine les conquêtes portugaises, et provoque le limogeage de Salcedo.
Pour soutenir cette activité navale sur plusieurs fronts, le Portugal multiplie la construction de puissants navires de guerre destinés à ses armadas dans les chantiers navals de la Ribeira das Naus à Lisbonne et de Salvador au Brésil,,,. Les chantiers sont alimentés par ressources immenses en or, en bois et en minerais de son Empire, particulièrement du Brésil. Bien que l'expansion portugaise soit alors terrestre, la Marine joue un rôle central dans sa mise en œuvre, en sécurisant les places fortes côtières, en assurant le maintien des liaisons commerciales vitales pour les colonies, et en acheminant les troupes rapidement d'une province à l'autre de l'Empire. Ce rôle est d'autant plus important que s'il exploitent activement leurs arrières-pays continentaux, les Portugais appuient leur Empire sur des noyaux de peuplement essentiellement côtiers, tant au Brésil qu'en Angola, au Mozambique ou en Orient.
L'évolution du combat naval à l'époque en Europe encourage le Portugal dans cette stratégie d'usage intensif de la Marine. En effet, depuis le milieu du XVIIe siècle, la guerre sur mer a changé dans un sens qui avantage les Portugais, dotés d'une longue expérience en matière d'artillerie navale. Les abordages encore fréquents pendant le XVIe siècle et la première moitié du XVIIe siècle ont laissé place aux combats d'artillerie lourde à distance, menés par des navires de ligne. Contrairement à la guerre sur terre, la guerre sur mer sollicite surtout la puissance de feu des bâtiments, l'entraînement des équipages, ainsi que des aptitudes stratégiques et techniques du commandement. En utilisant massivement son Armada en soutien de son armée de terre, le Portugal moins peuplé que l'Espagne parvient à compenser la différence de masse entre les deux armées de terre. En revanche Lisbonne a conscience que cette stratégie exige de maintenir une Marine à un haut niveau de qualité.
De 1756 à 1777, les Forces navales portugais relancent de nombreuses expéditions contre les Espagnols en Amérique du Sud pendant la guerre de Sept Ans (1756-1763) et la guerre hispano-Portugaise de 1776-1777. Le succès limité de ces campagnes amène le secrétaire d'État à la Marine D. Martinho de Melo e Castro à opérer une grande reforme et modernisation de ses forces navales, qui permettent à l'Armada d'entrer dans une nouvelle phase de croissance et d'affirmation. Parmi les mesures les plus importantes, le ministre décide de refonder l'arsenal de Lisbonne, et d'établir un nouvel arsenal de la Marine à Rio de Janeiro en 1763. Ces deux nouveaux arsenaux permettent à la Marine portugaise de se doter de navires de ligne de dernière génération, intégrant les nombreuses innovations techniques et scientifiques de l'époque.
Au niveau de la voilure, les voiles carrées présentes sur le beaupré des navires cèdent la place aux focs, qui, en plus de la fonction propulsive, permettent de faciliter les manœuvres du navire, tandis que la voile latine d'artimon est remplacée par la brigantine trapézoïdale, pourvue d'une bôme horizontale. Au niveau du gréement, la partie immergée de la coque des navires est doublée par des plaques de cuivre afin de retarder sa détérioration par la faune et la flore marine. L'emploi plus systématique de pièces en fer permet de réaliser des navires plus longs, sans compromettre leur rigidité, en leur donnant le double avantage d'améliorer le rapport longueur par largeur, ce qui augmente la vitesse possible du navire, et de permettre de placer plus de canons sur la longueur de pont. Ces progrès permettent au Portugal de se doter de nombreux vaisseaux de 74 canons et de nouvelles frégates capables de tenir la ligne (frégate de 18 et frégate de 24).
Les ressources presque infinies en or, en bois et en métaux de l'Empire permettent aux arsenaux de Lisbonne et Rio de tourner à une vitesse très élevée et de renouveler toute la flotte de guerre portugaise en moins de trois décennies. À la fin du XVIIIe siècle, la Marine portugaise dispose dans l'Atlantique d'une flotte de guerre de 56 bâtiments, constituée de 13 navires de ligne, 16 frégates, 3 corvettes, 17 brigantins et huit navires de soutien. À ces forces de l'Atlantique, s'ajoutent celles de l'Armada des Indes, basée dans l'océan Indien, constituée d'un navire de ligne et de six frégates,.
Les réformes de D. Martinho de Melo e Castro ne concernent pas que la qualité des navires. Ayant constaté des défaillances au niveau du commandement des flottes, et renouant avec une tradition d'exigence remontant au XVe siècle, le ministre portugais décide également de revoir la formation de ses cadres de Marine. À ce moment, l'Europe est en plein siècle des Lumières, les connaissances scientifiques connaissent des progrès spectaculaires, avec un développement de l'esprit encyclopédique, la fondation de nombreuses académies scientifiques et d'ingénierie, et une ingérence accrue des États dans les universités, afin d'en unifier les savoirs, d'en harmoniser les diplômes et d'en réglementer le fonctionnement. D'un point de vue philosophique, cette période marque aussi le triomphe des valeurs de mérite et de travail individuels sur la logique de privilèges héréditaires.
Dans ce contexte, consciente du besoin de former son corps d'officiers aux dernières innovations scientifiques dans le domaine des savoirs nautiques, la Marine portugaise fonde en 1792 l'Académie Royale des Aspirants (Academia Real dos Guardas-Marinhas), comme académie navale de niveau universitaire. Dès lors, le commandement des armadas, soumis jusqu'alors à la seule exigence de privilège d'ordre, est soumis aussi à des prérequis de formation et de compétences, sanctionnées académiquement. Cette Académie, qui permet au Portugal de disposer de cadres de haute qualité, est à l'origine des actuelles écoles navales du Portugal et du Brésil,.
Dans le domaine géostratégique enfin, prenant acte que le traité de Methuen de 1703 a lié inextricablement les intérêts vitaux du Portugal avec ceux du Royaume-Uni, et que les dimensions de son empire sont susceptibles de l'exposer à des ennemis très supérieurs en nombre, en ressources et en moyens, en particulier à la coalition franco-espagnole dans cadre du pacte de famille, le gouvernement portugais décide d'approfondir l'Alliance anglo-portugaise, avec un renforcement de l'intégration des marines britannique et portugaise, qui débouche dans les décennies suivantes sur la constitution régulière d'escadre mixtes et diverses opérations conjointes avec l'Angleterre,. À partir de cette période, le Portugal agira presque systématiquement de façon coordonnée avec le Royaume-Uni lors des conflits d'importance majeure, avec une association étroite, voire une fusion des Marines et des états-majors. Cette modalité de fonctionnement est activement mise à contribution dans les années qui suivent, pendant les guerres opposant les deux alliés à la France révolutionnaire.
En réaction à l'exécution de Louis XVI par la Convention en janvier 1793, le Portugal déclare la guerre à la France révolutionnaire et entre dans la Première coalition. Cette entrée en guerre du pays est motivée par une série de traités de solidarité signés au préalable avec les autres Couronnes d'Europe, et surtout par son alliance anglaise. Dès le mois de mars 1793, la Marine portugaise charge son « Escradron de transport » (Esquadrão de Transporte) constitué de quatre navires de ligne, d'une frégate, de quatre navires de transport et de dix navires marchands, de transporter le corps expéditionnaire portugais envoyé aider l'Espagne pendant sa guerre du Roussillon contre la France révolutionnaire. En parallèle, pour aider le Royaume-Uni à se défendre d'une possible invasion française, la Marine portugaise envoie un « escadron du canal de la Manche » (Esquadrão do Canal da Mancha), constitué de cinq navires de ligne, deux frégates, deux brigantins et un navire-hôpital. Alors que l'Espagne opère un retournement d'alliance en 1795 et rétablit son alliance française contre le Royaume-Uni et le Portugal, de juillet 1794 à mars 1796 l'escadron portugais du Canal patrouille en permanence sous le commandement d'António Januário do Valle dans le canal de la Manche en coopération avec la Royal Navy.
Le début de la campagne d’Égypte de Napoléon Bonaparte en mai 1798 entraîne une bascule des forces navales anglo-portugaises vers la Méditerranée. Dès le mois de mai 1798, une escadre portugaise de six navires commandée par le Marquis de Nisa, Xavier de Lima, est envoyée en Méditerranée soutenir l'action de la Grande-Bretagne. En juillet, l'escadre portugaise croise dans le détroit de Gibraltar avec la flotte britannique de l'admiral Nelson, en fusionnant en commandement conjoint,. Le 24 août, les navires portugais assistent la petite force navale britannique qui bloque le port d'Alexandrie après la bataille d'Aboukir. Le 15 septembre, Xavier de Lima entame le blocus de Malte, alors en rébellion conte l'occupation française. En un mois, les Portugais capturent neuf navires ennemis et offrent un appui militaire et logistique aux insurgés, qui ne parviennent cependant pas à expulser les occupants. Laissant les forces britanniques du capitaine Alexander Ball prendre le relais, la force navale portugaise refait sa jonction au large de Malte avec les navires de Nelson, juste avant la reddition française. Le 15 novembre 1798, des troupes portugaises débarquent à Livourne, afin de soutenir le roi de Naples Ferdinand IV qui marche sur Rome. Entretemps, une petite escadre portugaise de deux navires s'est mise à patrouiller entre Gênes et Toulon pour couper le commerce et les communications avec ces ports,.
Après la défaite et la fuite du roi Ferdinand IV des Deux-Siciles en janvier 1799 face aux Français, Xavier de Lima pose le siège devant Naples et donne l'ordre d'incendier la flotte napolitaine, afin qu'elle ne tombe pas aux mains des Français. En avril 1799, l'amiral portugais organise plusieurs missions diplomatiques auprès des pirates berbères, qui lui permettent d'obtenir le soutien du bei de Tripoli et du bei de Tunis,. En juin 1799, l'escadre anglo-portugaise se rend à Naples soutenir les forces du Cardinal Ruffo qui essaye de prendre la ville. Des contingents de même dimension de la Real Marinha et de la Royal Navy prennent part aux opérations, qui passent par la prise de Capoue et de Gaeta,. Le 25 août 1799, une force combinée anglo-portugaise reprend le Blocus de Malte sous le commandement du seul Xavier de Lima. Mais le 9 octobre 1799, coupant court aux opérations, le Brigantin Gaivota do Mar amène des ordres du ministre de la marine portugais exigeant le retour de la force portugaise au Portugal. Les hommes de Xavier de Lima attendent jusqu'au 13 décembre afin que les Britanniques prennent la relève. Les forces du capitaine Alexander Ball poursuivent seules le blocus et mènent l'opération à son terme, en expulsant les Français le 5 septembre 1800,.
Avec la signature du traité d'Amiens le 25 mars 1802, instaurant la paix entre le Royaume-Uni d'une part et la France, l'Espagne et la République batave, de l'autre part, l'Europe connaît une période de paix générale de treize mois qui sépare les guerres de la Révolution française (1792–1802) et les guerres napoléoniennes (1803-1815). Aucune des deux parties n’étant satisfaite, le 18 mai 1803, les hostilités reprennent. Alors que la France et le Royaume-Uni se disputent la maîtrise des mers, la destruction de la flotte franco-espagnole par le vice admiral Nelson, au large du cap Trafalgar le 21 octobre 1805 consacre la suprématie maritime du Royaume-Uni, et participe à renforcer la position du Portugal. Le relèvement partiel de la flotte française après 1805 sera trop tardif pour compromettre l'hégémonie de la Royal Navy. Cette bataille marque aussi une étape importante dans le déclin de l'Empire espagnol en coupant les liaisons entre les colonies espagnoles des Amériques et leur métropole, tandis qu'elle permet au contraire au Portugal de maintenir ses liaisons intactes avec le Brésil, et d'organiser en toute sécurité le transfert de l'ensemble de la Cour, des institutions d'Etat et de la flotte portugaises vers Rio de Janeiro lors de la première invasion napoléonienne du Portugal en 1807.
Dans les semaines qui suivent l'arrivée de la cour portugaise à Rio de Janeiro, en représailles contre l'invasion du Portugal par l'armée française de Junot, la Couronne portugaise décide de conquérir et d'annexer la Guyane française. Du fait de la configuration du territoire, l'attaque est essentiellement menée par une escadre de navires puissants et rapides, bien équipés en artillerie, constituée de deux bricks, d'une goélette de deux navires-cúteres, soutenus par une frégate de la Royal Navy envoyée depuis Rio de Janeiro. A bord, les navires embarquent des corps professionnels de fusilleurs-marins venus de métropole et les 550 soldats réguliers de l'infanterie navale de la Marine coloniale du Brésil, tous placés sous le commandement de Luís da Cunha Moreira. En face, les défenseurs français, affaiblis par des années de blocus, n'alignent que quatre cents soldats d'infanterie régulière, aidés par huit cents miliciens peu fiables, issus en partie de populations noires affranchies du territoire.
En dépit des puissantes fortifications de Cayenne, le territoire tombe aux mains des Portugais en quelques semaines. Les premiers combats ont lieu le 15 décembre. Après avoir appréhendé et neutralisé les deux embarcations françaises affectées au territoire, les troupes portugaises et anglaises se lancent à l'assaut des principales fortifications françaises du fleuve Maroni. Le 6 janvier 1809, les Portugais conquièrent le fort Diamant, le 7 le fort Dégrad des Cannes et le 8, le fort Trió, tous situés sur l'île de Cayenne. Dans la foulée, le troupes anglo-portugaises posent le siège devant Cayenne. N'ayant aucune perspective de soutien de sa métropole, et voyant qu'il n'a ni les hommes ni les moyens pour les repousser, le gouverneur Victor Hugues décide de se rendre sans résistance le 12 janvier 1809, signant la reddition à Bourda. Après la démission de Hugues, qui repart vers la France, la Guyane est annexé par le Portugal, et placée sous l'autorité de João Severiano Maciel da Costa, futur marquis de Queluz, sous la désignation de « Colonie de Cayenne et de la Guyane » (Colônia de Caiena e Guiana). Le territoire, qui reste aux mains des Portugais une dizaine d'années, n'est rendu à la France qu'après la chute du Premier Empire et le congrès de Vienne, après de difficiles négociations.
Tout au long du XIXe siècle, la Marine de guerre portugaise joue un rôle important dans le soutien de la marine marchande, qui reste sous son égide, à travers le ministère de la Marine, jusqu'en 1974. Signalons en particulier les domaines de l'hydrographie, du secours en mer, de l'enseignement nautique et scientifique de l'autorité maritime.
Au début du XXe siècle, les innovations dans le domaine de la technologie navale, les pollutions afferentes et l'expansion de la ville de Lisbonne avec l'exode rural incitent les autorités portugaises à transférer l'arsenal de Marine vers la rive Sud du Tage, en l'intégrant dans les structures de la base navale de Lisbonne. En 1928, la junte militaire au pouvoir lance la construction de l'arsenal de l'Alfeite, financé par les indemnisations allemandes de la Première Guerre mondiale obtenues lors de la signature du traité de Versailles. Les travaux, qui durent neuf ans, sont achevés en décembre 1937. L'arsenal de l'Alfeite est doté d'une existence légale par le décret-loi n.º 28 408 du 31 décembre 1937. Pour pouvoir aux besoins immenses de l'Empire, qui est au cœur de la politique de l'Estado Novo, l'arsenal entre en activité dès 1938, un an avant son inauguration formelle le 3 mai 1939. Il est alors considéré comme l'un des plus grands grands et des mieux équipés du genre au monde.
Entre 1961 et 1975, la Marine portugaise participe activement aux guerres coloniales portugaises, dans les mers, les rivières et les lacs des théâtres d'opérations d'Angola, de la Guinée portugaise, de Mozambique, du Timor oriental et des Indes portugaises. En 1961, prise au dépourvu par l'invasion indienne de Goa, elle perd un aviso lors du combat de Mormugão, dans les Indes portugaises. Tirant les leçons de cette attaque, son état-major décidé de prendre l'initiative et de passer à l'offensive sur tous les fronts. En Afrique et au Timor, la participation de la Marine comprend les actions de combat avec des unités navales et des unités de fusiliers marins, ainsi que des actions de soutien logistique aux autres branches de les forces armées et à la population civile. Pour ce faire, elle se dote d'un grand nombre de petites unités navales spécialement conçues pour une utilisation outre-mer, y compris des corvettes, des patrouilleurs et des bateaux de débarquement, la plupart d'entre eux construits ou conçus par la Marine portugaise elle-même.
Malgré son engagement massif dans les guerres coloniales en Afrique, la Marine portugaise ne manque pas de faire face à ses engagements envers l'OTAN dans l'Atlantique Nord, en gardant une capacité océanique moderne qui comprend des flottilles de frégates de lutte anti-sous-marine, de sous-marins et de dragueurs de mines. Depuis qu'elle a été fondée en 1949, son rôle de patrouille pour l'Alliance, et à partir de 1957 pour la CEE, est essentiel, dans la mesure où le Portugal possède l'une des plus grandes zones économiques exclusives d'Europe et du monde, devant l'Inde et la Chine, par laquelle transite plus de la moitié du commerce maritime de la Communauté économique européenne, dont le commerce entre les États-Unis et l'Europe. Après l'indépendance de la plupart des territoires d'outre-mer du Portugal en 1975, la Marine portugaise redevient, pour la première fois depuis cinq siècles, une marine à stationnement essentiellement européen.
Au début des années 2020, les actions et les innovations observées en mer Noire dans le cadre de la guerre en Ukraine font prendre conscience à l'ensemble des forces navales européennes de l'importance des drones aériens et navals. Dans le cadre général de révolution technologique occidentale en cours, la marine portugaise engage alors la troisième grande révolution technologique de son histoire, pour entrer pleinement dans l'ère de la robotique, du numérique et des drones. Cette révolution ouvre de larges perspectives au Portugal, pays de petites dimensions, mais traditionnellement très créatif et innovant dans le domaine militaire, et bénéficiant d'une longue expérience, qui y trouve l'occasion de compenser sa faible masse et ses budgets réduits par des flottes d'appareils autonomes innovants de pointe.

## Modernisation
C'est dans le contexte de révolution technologique et de guerre en Ukraine qu'en novembre 2023, le Portugal conçoit le projet de créer un bâtiment ultra innovant adapté aux moyens et aux nouveaux axes stratégiques du pays. Faute de pouvoir envisager la construction d'un porte-avions ou d'un porte-hélicoptères de grande taille, la marine portugaise décide de lancer la construction d'un porte-drones aériens et navals, de surface et sous-marins, appelé le João II.
Ce bâtiment polyvalent, conçu comme une « plate-forme navale multifonctions » dotée de toutes les nouvelles technologies, mélange les missions militaires et de souveraineté avec des missions de recherche océanographique. Réduit à 48 marins, son équipage a vocation cohabiter et travailler constamment avec des marins en silicium et des robots. Inaugurant une classe inédite de navires intermédiaires, il affiche un déplacement de 7000 tonnes, soit un peu plus qu'une frégate (6 000 tonnes) et beaucoup moins que le porte-avions Charles-de-Gaulle (40 000 tonnes) ou les porte-hélicoptères de classe Mistral (21 000 tonnes).
Le pont d'envol du João II, long de 94 mètres, doit permettre de mettre en œuvre des drones aériens variés et des hélicoptères, dont l'hélicoptère lourd EH-101 Merlin, actuellement utilisé par la marine portugaise. Il pourra en théorie accueillir, en escale, des avions à décollage vertical, comme les Harrier ou les F-35B utilisés en Europe par le Royaume-Uni, l'Espagne ou l'Italie, s'ils ne sont pas trop chargés d'armement et de kérosène. Mais il ne dispose pas de hangar adapté à leur stockage ou à leur entretien, ce qui limite fortement l'intérêt de la manœuvre.
Ayant également une vocation scientifique et de sauvetage, le navire disposera aussi de laboratoires et de logements pour des scientifiques, d'une grue de levage de trente tonnes, et peut être équipé avec un hôpital de bord « rôle 2 », c'est-à-dire permettant de réaliser des actes chirurgicaux. Pour les missions d'évacuation sanitaire, ses espaces peuvent être réorganisés afin d'accueillir deux cents passagers à bord.
Cette modularité n'est pas sans rappeler celle des porte-hélicoptères amphibies français de classe Mistral, capables d'être de redoutables navires de guerre comme de se transformer en navires de sauvetage, ou de l'avion ravitailleur A330 MRTT, développé par Airbus et utilisé notamment par l'armée de l'air française, qui peut ravitailler en vol d'autres avions, transporter des centaines de soldats sur un théâtre d'opérations ou se transformer en avion d'évacuation sanitaire.
Le navire est fabriqué par le constructeur néerlandais Damen, qui a proposé ce projet en réponse à un appel d'offres portugais au niveau européen pour imaginer un navire multifonctions innovant, sur la base d'un cahier des charges précis. De l'avis d'Arnout Damen, PDG du groupe éponyme, ce navire représente une étape majeure pour le secteur naval portugais et européen, « étant le premier de son genre, avec de telles capacités de surveillance et d'exploration combinées à la mise en œuvre de tous types de drones ».
D'un point de vue budgétaire, cette commande stratégique est largement financée par la Facilité pour la reprise et la résilience (FRR) du fonds européen post-COVID. Ainsi, sur les 132 millions de la facture, Lisbonne ne s'acquitte que de 37,5 millions, le reste étant à charge de l'UE. Le João II doit être réceptionné par la Marine portugaise courant 2026, et admis au service actif à la fin de la même année.

## Organisation
La Marine portugaise est commandée par le chef d'état-major de la Marine (CEMA, Chefe do Estado-Maior da Armada), un amiral nommé par le président de la République sur proposition du gouvernement. Sous le commandement du CEMA, la Marine comprend :
- État-major de la Marine ;
- Organes centraux d'administration et direction (services de personnel, de matériel, financières, de l'hydrographie et de la analyse et gestion de l'information) ;
- Organes de conseil (conseils de l'amirauté, de discipline, de santé et culturelle) ;
- Organes territoriales (École navale, École des technologies navales, Centre des communications et chiffre, organes culturelles et organes d'exécution de service) ;
- Organes du système de l'autorité maritime (Direction générale de l'autorité maritime et Police maritime) ;
- Commandement naval
  - Flottille,
  - Corps de fusiliers,
  - Commandements des zones maritimes (Nord, Centre, Sud, Azores et Madeira),
  - Base navale de Lisbonne.

## L'arsenal de l'Alfeite
Depuis qu'il a été mis en activité en 1937-1938, la Marine de guerre portugaise dispose de l'arsenal de marine situé dans la base navale de Lisbonne, l'arsenal de l'Alfeite (pt) (Arsenal do Alfeite). Cet arsenal lui permet de concevoir et fabriquer elle-même les navires de ses flottilles assurant les missions fondamentales de patrouille, contrôle et défense des eaux territoriales portugaises, ses navires scientifiques, ses systèmes d'armement et ses équipements, et d'entretenir et réparer l'ensemble des bâtiments de sa flotte de guerre en toute autonomie. Parmi les bâtiment conçus récemment par l'arsenal, on peut citer les patrouilleurs rapides de nouvelle génération L280, L400 ou L490, ou les navires de débarquement LC's.
En février 2009, les autorités portugaises procèdent à une grande réforme de cet arsenal, pour en faire une entité de référence dans l'industrie navale, d'envergure nationale et internationale. Cette réforme est motivée par les nécessités imposées par les évolution technologiques du secteur, notamment dans les domaines du numérique et de la robotique. À l'issue de la réforme, l'arsenal de la Marine portugaise est placé sous statut de société anonyme à capitaux public par le décret-loi n.º 33/2009 du 5 février 2009, en y intégrant le cluster naval de l'EMPORDEF, SGPS, S.A., holding des industries de Défense portugaises dont l'activité consiste a gérer les participations d'Etat dans les sociétés liées directement ou indirectement aux activités de Défense. Cette architecture permet à la Marine d'exercer un contrôle stratégique sur une part conséquente de la chaîne de production et d'approvisionnement de son arsenal.
L'arsenal do Alfeite S.A. reprend son activité en septembre 2009. En termes d'infrastructures, il s'étend en 2025 sur une surface de 36 hectares englobée dans la base navale de Lisbonne, située sur la marge Sud du Tage. Equipé et habilité pour intervenir en cale sèche, dock flottant, plan Incliné Nº3 et appui naval, sur des bâtiments de surface ou sous-marins, il a pour mission principale de satisfaire les besoins en construction, manutention et réparation navale de la Marine de guerre portugaise, mais aussi des autres Marines de l'OTAN et de leurs extensions commerciales. Dans le cadre de ses activités, l'arsenal de l'Alfeite utilise des technologies très avancées, notamment dans les domaines de l'électronique, de l'optronique, de l'armement, de la mécanique et du numérique. Il dispose d'un système de gestion de qualité, certifié selon la norme ISO 9001:2008, et d'un ensemble de laboratoires d'essais et calibrations accrédités par l'Institut portugais d'accréditation (Instituto Português de Acreditação), selon la norme NP EN ISO/IEC 17025.
L'arsenal de l'Alfeite a aussi la capacité de réaliser des études et projets de nouvelles embarcations, de modifications, modernisation et conversions de navires existants, d'agir comme consultant pour des opérateurs étrangers, et de livrer des prestations de services industriels spécialisés. Cela l'amène à établir de nombreux partenariats, notamment pour procéder aux modernisations et modifications des navires existants, par exemple avec tKms & Gabers. En amont de ces activités, il est habilité à formation et à l'entraînement des cadres de la Marine portugaise aux nouveaux matériaux et technologies. Depuis sa refondation en 2009, l'arsenal de l'Alfeite conçoit et fabrique la quasi totalité des navires-patrouilleurs (lanchas de fiscalização) et des navires hydrographiques (navios hidrográficos) de la Marine portugaise. Certaines constructions peuvent être déléguées à d'autres chantiers navals nationaux, tels que les chantiers navales de Viana no Castelo.

## Navires et aéronefs
Les classes principales de navires de la Marine portugaise sont les suivantes :

### Escorteurs océaniques
- Frégates de la classe Vasco da Gama,
- Frégates de la classe Bartolomeu Dias,
- Corvettes de la classe João Coutinho,
- Corvettes de la classe Baptista de Andrade (en).

### Patrouilleurs
- Patrouilleurs océaniques de la classe Viana do Castelo (en) (type NPO-2000)
- Patrouilleurs de la classe Cacine (pt),
- Patrouilleurs de la classe Albatroz (en),
- Patrouilleurs rapides de la classe Argos (en),
- Patrouilleurs rapides de la classe Centauro (en),
- Patrouilleur fluvial : NRP Rio Minho

### Navires auxiliaires
- Huileur d'escadre : NRP Bérrio (A5210),
- Navire de récupération du pétrole NRP Schultz Xavier,
- Navires de recherche océanographique de la classe Dom Carlos I :
  - NRP Dom Carlos I (R522)
  - NRP Almirante Gago Coutinho (A523)
- Navires de recherche hydrographique de classe Andrómeda : RNP Andromeda et NRP Audiga
- Navire-école de voile NRP Sagres,
- Navire-école de voile NRP Sagres 3 ,
- Navire-école de voile UAM Creoula,
- Navire-école de voile UAM Polar,
- Navire-école de voile UAM Vega.

### Sous-marins
- Sous-marins de la Classe Tridente : NRP Tridente (S160), NRP Arpão (S161)

### Aéronefs
- Hélicoptères Westland Super Lynx Mk.95.

### Développements futurs
- 1 navire de débarquement LC 50 (conçu par l'arsenal de l'Alfeite)[29]
- 4 navires patrouilleurs rapides de dernière génération L145, L280, L400 et L490 (conçus par l'arsenal de l'Alfeite)[29]
- 1 Landing Platform Dock (type NPL)
- 2 Navires de lutte contre la pollution (variante du type NPO-2000)
- 5 Patrouilleurs côtiers (type NPC-2000)
- 1 porte-drones, faisant office de porte-hélicoptères et de navires de recherche océanographique (type João II inédit conçu par Damen)[27]